# ФК Хартлипул Юнайтед
ФК „Хартлипул Юнайтед“ (на английски: Hartlepool United F.C.) е английски футболен отбор от град Хартлипул, графство Дърам.

## История
Отборът е създаден през 1908 г., след като три години по-рано аматьорския ФК Уест Хартлипул печели ФА Къп за аматьори (по това време втория по сила английски турнир) и е взето решение за създаването и на професионален отбор. Името на новосформирания отбор е Хартлипулс Юнайтед Футбол Атлетик Къмпани (множествоното число е заради град Уест Хартлипул и първоначалното населено място Олд Хартлипул). Започва да играе в Североизточната лига, но на няколко пъти подава документи за участие във Футболната лига. Те за отхвърлени с обяснението, че в Първа и Втора английска дивизия има достатъчно отбори от региона – Съндърланд, Нюкасъл Юнайтед и Мидълзбро. През 1921 г. отборът е един от съоснователите на Трета английска дивизия – север. Въпреки обещаващото начало – четвърто място през първия сезон, в следващите години липсват успехи, като Хартлипул често е в борбата за оставане в групата. През 50-те години на ХХ век отборът изживява възход – достига за първи път в историята си четвърти кръг за ФА Къп и става вицешампион на Трета дивизия. Скоро след това обаче изпада в Четвърта английска дивизия, но в края на 60-те под ръководството на Брайън Клъф, най-известната личност, свързана с отбора, и Питър Тейлър успява да се върне в Трета. От 1969 до 1991 отборът се състезава в Четвърта дивизия, като преди въвеждането на плейофи за оставане в групата през 1985 г. четиринадесет пъти финишира на последно място и успешно подава молби да бъде оставен в професионалния футбол. През 1977 г. името е сменено и вече е Хартлипул Юнайтед (множественото число отпада заради обединението на Уест и Олд Хартлипул през 1967 г.). През 1991 г. Хартлипул Юнайтед се връща в третото ниво на английския футбол, което след въвеждането на Висшата лига вече се казва Втора дивизия. След три години отборът отново е в най-ниската професионална дивизия, а борбата да не изпадне при аматьорите е усложнена от финансовите проблеми на клуба. В днешни дни финансовото положение е стабилизирано, същото се отнася и за представянето на отбора, който се намира в третото ниво на английския футбол – Английска първа футболна лига.

## Успехи
- Трета английска дивизия
  - Вицешампион: 1957, 2003
- Английска втора футболна лига
  - Вицешампион: 2007

## Рекорди
- Най-голяма победа: 10:1 срещу Бароу на 4 април 1959 г.[2]
- Най-голяма загуба: 10:1 срещу Рексъм на 3 март 1962 г.[2]
- Най-много поредни мачове без загуба: 23[2]
- Най-много поредни победи: 8[2]
- Най-много мачове: Уоти Мур – 472[3]
- Най-много поредни мачове за първенство: Ричи Хъмфрис – 234[3]
- Най-много голове: Джоши Флечър – 111[3]

## Настоящ състав (2009/2010)
| №             |          | Играч                | Предишен клуб           |         |
| Вратари       | Вратари  | Вратари              | Вратари                 | Вратари |
| ------------- | -------- | -------------------- | ----------------------- | ------- |
| 1             | Англия   | Скот Флиндърс        | Кристъл Палас           |         |
| 21            | Англия   | Марк Кук             |                         |         |
| 31            | Уелс     | Ник Томас            |                         |         |
| Защитници     |          |                      |                         |         |
| 2             | Англия   | Нийл Остин           | Дарлингтън              |         |
| 3             | Англия   | Ричи Хъмфрис         | Кеймбридж Юнайтед       |         |
| 5             | Англия   | Сам Колинс           | Хъл Сити                |         |
| 6             | Англия   | Бен Кларк            | Съндърланд              |         |
| 16            | Англия   | Стийв Хаслам         | Бъри                    |         |
| 26            | Исландия | Арман Бьорнсон       | Бран (Берген)           |         |
| 27            | Франция  | Жюлиен Шерел         | Суиндън Таун            |         |
| 29            | Англия   | Питър Хартли         | Съндърланд              |         |
| Полузащитници |          |                      |                         |         |
| 4             | Англия   | Гари Лидъл           | Мидълзбро               |         |
| 7             | Ирландия | Лиън Максуини        | Стокпорт Каунти         |         |
| 8             | Англия   | Ричи Джоунс          | Манчестър Юнайтед       |         |
| 11            | Англия   | Анди Монкхаус        | Суиндън Таун            |         |
| 14            | Англия   | Джони Роуъл          | Хартлипул Юнайтед (ДЮШ) |         |
| 15            | Англия   | Антъни Суини         | Хартлипул Юнайтед (ДЮШ) |         |
| 19            | Норвегия | Йон Андре Фредриксен | Сарпсборг 08            |         |
| 20            | Ирландия | Алан Пауър           | Нотингам Форест         |         |
| Нападатели    |          |                      |                         |         |
| 9             | Ирландия | Денис Биън           | Корк Сити               |         |
| 10            | Англия   | Адам Бойд            | Лейтън Ориент           |         |
| 12            | Англия   | Джеймс Браун         | Хартлипул Юнайтед (ДЮШ) |         |
| 17            | Англия   | Дейвид Фоули         | Хартлипул Юнайтед (ДЮШ) |         |
| 23            | Ирландия | Колин Ларкин         | Нортхамптън Таун        |         |
| 24            | Англия   | Били Гройлих         |                         |         |